# Liste der Kulturdenkmäler in Trier-Tarforst
In der Liste der Kulturdenkmäler in Trier-Tarforst sind alle Kulturdenkmäler des Ortsbezirks Tarforst der rheinland-pfälzischen Stadt Trier aufgeführt. Grundlage ist die Denkmalliste des Landes Rheinland-Pfalz (Stand: 8. Januar 2024).

## Einzeldenkmäler
| Bezeichnung                         | Lage                                            | Baujahr | Beschreibung | Bild                           |
| ----------------------------------- | ----------------------------------------------- | ------- | --- | ------------------------------ |
| Kreuzweg                            | Am Hötzberg Lage                                | 1870–83 | neugotischer Kreuzweg; 13 freistehende Stationen, als 14. Station kleine Kapelle, Sandsteinstelen nach Entwurf von Dombaumeister Reinhold Wirtz, Hochreliefs 1870–83 nach Vorlage des Nazareners Joseph von Führich               | weitere Bilder Fotos hochladen |
| Maximiner Zehnt- und Gerichtshof    | Am Hötzberg 4 Lage                              | 1586    | stattlicher Krüppelwalmdachbau mit polygonalem Treppenturm, bezeichnet 1586 und 1930 (renoviert); mit Ausstattung | weitere Bilder Fotos hochladen |
| Katholische Pfarrkirche St. Andreas | Am Hötzberg 6 Lage                              | 1780    | zweiachsiger Saalbau mit barockem Giebelreiter, 1780, Querhaus und Chor auf trapezförmigem Grundriss sowie Sakristei von 1954, Architekt G. Dietrich, Buntglasfenster 1955 von Jakob Schwarzkopf; Friedhofskreuz, bezeichnet 1886 | weitere Bilder Fotos hochladen |
| Bildstock                           | Tarforster Straße, Ecke An der Pferdsweide Lage | 1670    | Bildstock mit wappengeziertem Schaft und Hochrelief der Pieta; bezeichnet 1670 | Fotos hochladen                |